# 富川総合運動場
富川総合運動場（プチョンそうごううんどうじょう）は、大韓民国の京畿道富川市にある総合スポーツ競技場である。

## 概要
敷地内には補助トラック、弓道場、富川弓博物館があり、春にはツツジ祭りが開催される。

## 歴史
2008年よりKリーグ2所属のサッカーチームの富川FC 1995がホームスタジアムとして使用している。

## 交通アクセス
- ソウル交通公社 富川総合運動場駅